# آزادماهی ماسو
آزادماهی ماسو (انگلیسی: Oncorhynchus masou)که با نام‌های ماسو (ژاپنی: マス) یا قزل‌آلای گیلاسی (桜鱒, サクラマス ساکورا ماسو) در ژاپن شناخته می‌شود، گونه‌ای از آزادماهیان وابسته به سرده کج‌بینی‌ها است که در اقیانوس آرام و در امتداد سواحل شمال شرق آسیا تا شرق آسیا، از خاور دور روسیه (سرزمین پریمورسکی، شبه‌جزیره کامچاتکا، ساخالین و جزایر کوریل) به سمت جنوب تا کره جنوبی، ژاپن و تایوان یافت می‌شود. هرچند در جهان غرب به‌طور کلی به‌عنوان یک ماهی آزاد شناخته می‌شود، در ژاپن (که مشهورترین زیستگاه آن است) به‌عنوان یک قزل‌آلا در نظر گرفته می‌شود، زیرا رایج‌ترین آزادماهیان آب شیرین در مجمع‌الجزایر ژاپن است.
چند زیرگونه از این ماهی شناسایی شده‌اند، از جمله یامامه (O. m. masou) که پراکندگی گسترده دارد، ماهی آزاد فرموسان (O. m. formosanus) که به‌شدت در خطر انقراض است و در آب‌های محصور تایوان زیست می‌کند، قزل‌آلای بیوا (O. m. rhodurus) که بومی دریاچه بیوا است، و آماگو (O. m. macrostomus) که فقط در غرب ژاپن یافت می‌شود.

## ریخت‌شناسی

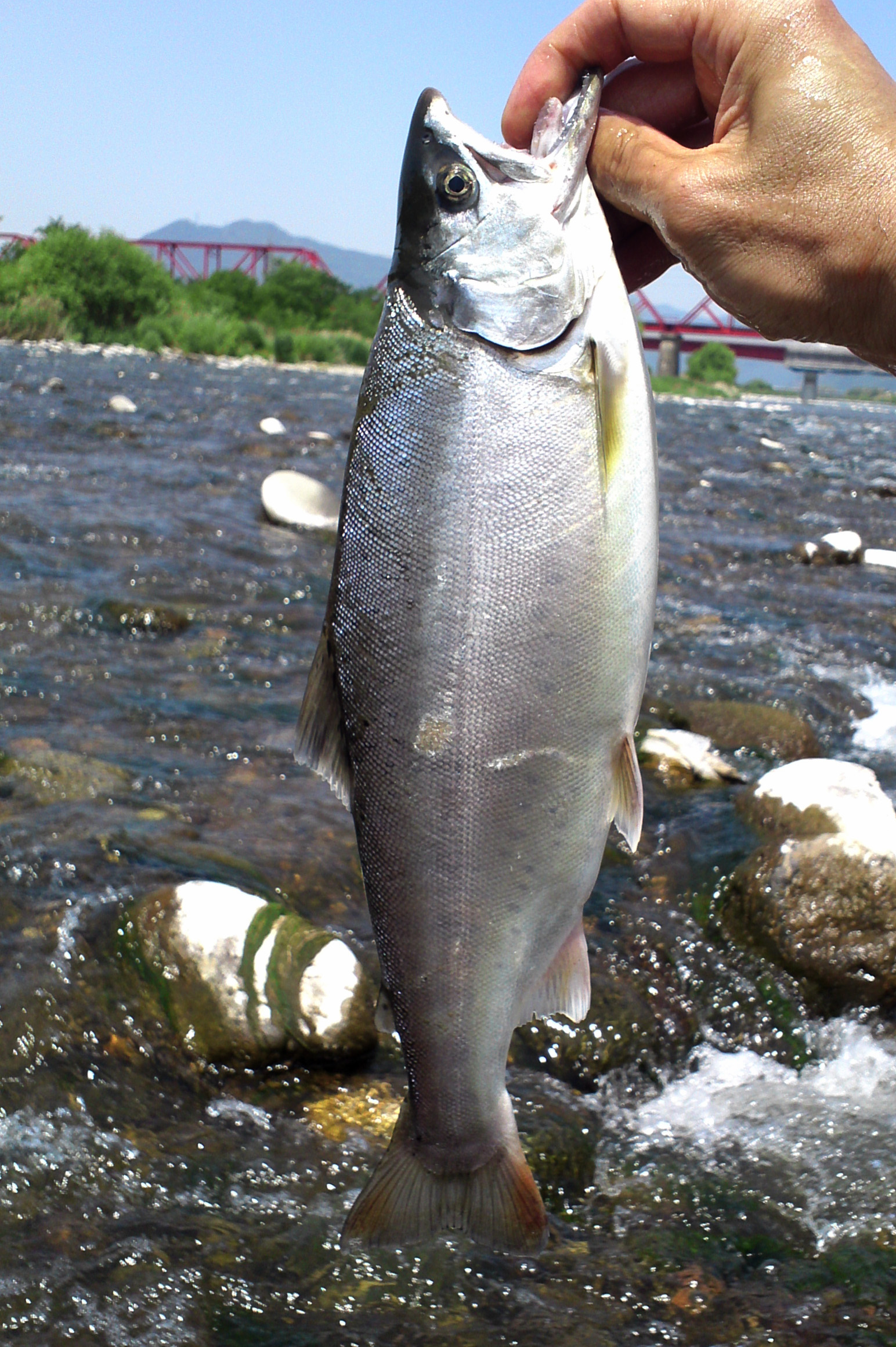
Oncorhynchus masou

ماهی آزاد ماسو پس از رسیدن به بلوغ جنسی، پشت تیره‌تری پیدا می‌کند و نوارهای پهلوی بدنش به رنگ قرمز روشن با ته‌مایه ارغوانی درمی‌آید که در ناحیه شکم به یک نوار طولی روشن تبدیل می‌شود. به همین دلیل، این ماهی «ماهی آزاد گیلاسی» نام گرفته است.
افراد بالغ معمولاً بین ۲ تا ۲٫۵ کیلوگرم وزن و حدود ۵۰ سانتی‌متر طول دارند. بیشترین اندازهٔ ثبت‌شده از این گونه (در منطقه سرزمین پریمورسکی) ۷۱ سانتی‌متر طول و ۹ کیلوگرم وزن بوده است.

## بوم‌شناسی

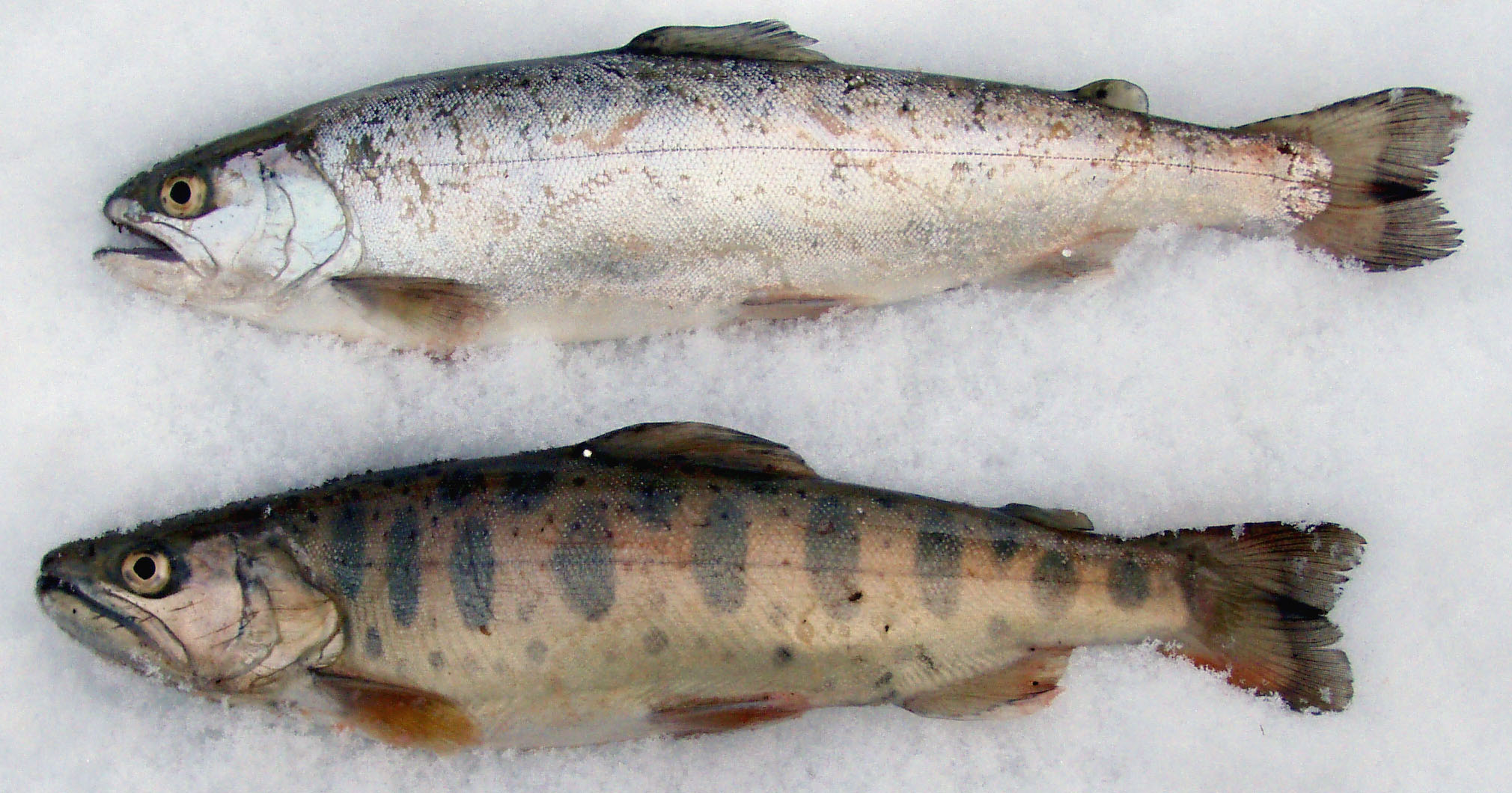

به‌طور میانگین، این ماهی آزاد محیط‌های مناطق معتدل را در حوالی عرض جغرافیایی ۶۵ تا ۵۸ درجهٔ شمالی ترجیح می‌دهد و در دریا معمولاً در عمق صفر تا ۲۰۰|متر زیست می‌کند.

### چرخهٔ زندگی
همانند سایر آزادماهیان اقیانوس آرام، چرخهٔ زندگی ماهی آزاد ماسو به دو دورهٔ آب شیرین و دریایی تقسیم می‌شود؛ در رودخانه‌ها این گونه بین ۱ تا ۳ سال زندگی می‌کند و می‌تواند فرم‌های تمام‌عمر آب شیرین ایجاد کند. چرخهٔ دریایی آن، بسته به سن بچه‌ماهی، بین ۲ تا ۳٫۵ سال ادامه دارد. در دریا عمدتاً از سخت‌پوستان و گاهی از ماهیان جوان تغذیه می‌کند. در سال سوم تا هفتم زندگی و پس از رسیدن به بلوغ جنسی، برای تخم‌ریزی وارد رودخانه‌ها می‌شود. زمان آغاز مهاجرت تخم‌ریزی آن زودتر از سایر گونه‌های ماهی آزاد است.
پس از تخم‌ریزی، بیشتر ماهیان می‌میرند و تعداد کمی (اغلب نرهای کوتوله) سال بعد هم در تخم‌ریزی شرکت می‌کنند. نوزادان بلافاصله به دریا مهاجرت نمی‌کنند و در مناطق بالادست رودخانه و آب‌های کم‌جریان باقی می‌مانند. سپس به حوضچه‌ها و جریان‌های اصلی رودخانه رفته و از لارو حشرات (مانند شانه‌بالان، سنگ‌مگس‌ها و بال‌شفاف‌ها) و حشرات بالدار تغذیه می‌کنند. مهاجرت به دریا معمولاً در سال دوم یا گاهی سوم زندگی رخ می‌دهد.

## اهمیت اقتصادی
این گونه مانند اغلب ماهیان آزاد، اهمیت تجاری بالایی دارد و هم در شیلات صید می‌شود، هم برای آبزی‌پروری پرورش داده می‌شود و هم در ماهیگیری ورزشی محبوب است. این ماهی به‌صورت تازه یا منجمد عرضه می‌شود و معمولاً به شکل کبابی یا پخته مصرف می‌شود.